# انتخابات الرئاسة البوليفية 1978
انتخابات الرئاسة البوليفية 1978 هي الانتخابات الرئاسية التي جرت في 1978، في بوليفيا، لانتخاب رئيس جمهورية بوليفيا، فاز بالانتخابات والتر غيفارا.